# Palais de justice de Mayenne
Le palais de justice de Mayenne est un monument de la ville de Mayenne utilisé comme tribunal jusqu'en 1992. En 1994 il fait l'objet d'une inscription partielle au titre des monuments historique. En 2019 après des travaux de trois ans la réhabilitation en boutiques, bar et restaurant en fait un nouveau lieu de rencontre du centre ville.

## Historique
C'est en 1840 qu'est évoquée la création d'un nouveau palais de justice à Mayenne, pour répondre aux doléances de certains acteurs de la justice de la ville qui se plaignent des conditions dans lesquelles s'exerce leur activité (le procureur du tribunal civil de Mayenne écrit par exemple en 1835 au préfet pour lui indiquer que le parquet se réunit à son domicile, dans sa chambre, ce qui n'est pas « convenable »).
Plusieurs années s'écoulent avant que les discussions ne se concrétisent avec le choix en 1843 d'Édouard Moll, architecte parisien, pour mener à bien le projet. L'année suivante le périmètre est étendu pour inclure le tribunal de commerce et c'est en 1845 qu'un projet est finalisé. L'adjudication de ce chantier, programmée le 28 juin 1847 à la sous-préfecture, est infructueuse, comme le seront plusieurs tentatives ultérieures. Fin décembre 1848, l'adjudication est faite hors marché avec M. Guérin qui vient de terminer sous la direction d'Édouard Moll la réalisation de l'hôpital civil rue Roullois.
La réception des travaux, qui auront couté 186 095,93 francs, a lieu le 13 octobre 1853. L'année suivante, le tribunal de commerce et le tribunal civil s'installent dans les lieux. Le bâtiment occupera cette fonction jusqu'en 1992, lorsqu'un nouveau tribunal est construit à Mayenne, à la suite de plusieurs rapports pointant les inconvénients du bâtiment et le cout élevé des adaptations nécessaires à la prolongation de son utilisation comme palais de justice.
Le 24 février 1994, la façade et les toitures du palais de justice alors désaffecté sont inscrits au titre des monuments historiques écartant le spectre d'une démolition.

### La reconversion
Début 2005, le conseil général annonce la mise en vente de l'immeuble pour 120 000 euros. La mairie de Mayenne, prioritaire sur cet achat décline l'offre. Plusieurs projets sont évoqués au cours des années suivantes : des commerces en 2008, une cité juridique en 2014 et en 2015 une reconversion en bureaux.
Entre-temps les sous-sols de l'ancien palais de justice ont été aménagés en un bar de nuit, Le justice, qui a ouvert le 1er mai 2010.
Au printemps 2019 les travaux de réhabilitation et de reconversion se terminent avec l'ouverture de plusieurs commerces de bouche : un bar à huitres, un restaurant, une conserverie artisanale se distribuant autour du patio lumineux. Cette place devient un pôle de rencontre dans le centre-ville.